# Richard Thorpe
Richard Thorpe, pseudoniem van Rollo Smolt Thorpe (Hutchinson, 24 februari 1896 - Palm Springs, 1 mei 1991), was een Amerikaans filmregisseur. Tijdens zijn vijfenveertigjarige carrière draaide hij honderdvierentachtig films, aantal dat van hem de vruchtbaarste Amerikaanse cineast aller tijden maakt.
Hij is de vader van regisseur en producent Jerry Thorpe.

## Leven en werk

### Stomme filmperiode
Richard Thorpe maakte zijn debuut in de filmwereld in de vroege jaren twintig. Hij was eerst werkzaam als acteur, in de vaudeville en in toneelstukken. In 1923 draaide hij zijn eerste film als regisseur. Van meet af aan ontpopte hij zich tot een gedegen snelfilmer die tussen 1924 en 1930 ruim vijfenzestig films afleverde, bijna uitsluitend westerns.
Hij regisseerde ook een aantal serial films, waaronder The King of the Kongo (1929, 213 minuten), de eerste serial film met geluid.

### Vroege jaren dertig
Tussen 1930 en 1935 ging Thorpe op zijn productief elan verder en draaide 42 films waaronder 26 middellange films voor Chesterfield Pictures, een productiemaatschappij die zich toelegde op low-budgetfilms. Die Chesterfield-films behoren bijna uitsluitend tot het misdaad-, mystery- en dramagenre.

### Late jaren dertig: begin van een lange MGM-carrière
Eind 1935 begon Thorpe te werken voor Metro-Goldwyn-Mayer. Hij nam vier vroege Tarzan-avonturenfilms met Johnny Weissmuller voor zijn rekening: Tarzan Escapes (1936), Tarzan Finds a Son! (1939), Tarzan's Secret Treasure (1941) en Tarzan's New York Adventure (1942).
Zijn derde MGM-film, de psychologische thriller Night Must Fall (1937) viel erg in de smaak van de critici, reef ook twee Oscarnominaties binnen maar deed de filmkassa's niet rinkelen.

### Jaren veertig
Thorpe zette de jaren veertig in met een aantal Wallace Beery-westerns. In die periode verwezenlijkte hij een twintigtal films.
Vermeldenswaardig waren alleen de spionagefilm Above Suspicion (1943) waarin een pas gehuwd stel de nazi's tijdens hun huwelijksreis in Europa bespioneert voor de Secret Intelligence Service, de komische misdaadfilm The Thin Man Goes Home (1945) (de vijfde aflevering van de The Thin Man-reeks) en de vier succesrijke romantische musicalfilms met Esther Williams die Thorpe regisseerde tussen 1945 en 1948 en waarvan vooral de eerste, Thrill of a Romance, heel veel bijval kreeg.

### Succesrijke jaren vijftig
De jaren vijftig vormden Thorpe's meest succesrijke periode. Hij draaide opnieuw een twintigtal films, eerst de film noir Black Hand (1950) waarin Gene Kelly zijn eerste dramatische rol vertolkte. Datzelfde jaar regisseerde hij Fred Astaire in de musicalfilm Three Little Words. Een jaar later bezorgde hij Mario Lanza het kassucces The Great Caruso. Nog in 1951 werkte hij samen met Burt Lancaster in de western Vengeance Valley. In 1952 regisseerde hij James Stewart in het biografisch drama Carbine Williams.
In diezelfde jaren verwezenlijkte Thorpe enkele zwierige heel geslaagde avonturenfilms zoals The Prisoner of Zenda (1952, met Stewart Granger). Voor Ivanhoe (1952), All the Brothers Were Valiant (1953), Knights of the Round Table (1954) en The Adventures of Quentin Durward (1955) deed hij telkens een beroep op Robert Taylor met wie hij voor zeven films samenwerkte.
Tussendoor leverde Thorpe  The Student Prince (1954) af, een fel gesmaakte musicalfilm gebaseerd op de gelijknamige al meermaals verfilmde operette.
Hij regisseerde Elvis Presley twee keer: eerst in de succesrijke dramatische musicalfilm Jailhouse Rock (1957). Zes jaar later kwam er een tweede succesvolle samenwerking met de musicalfilm Fun in Acapulco (1963).

### Latere carrière
Op Fun in Acapulco na waren zijn films uit de jaren zestig niet bijster succesvol. In 1967 trok Thorpe zich dan ook terug uit de filmwereld.

### Gedegen vakman
Thorpe ging door voor een technisch bedreven regisseur die alle genres aankon: muzikale komedies, westerns, avonturenfilms, thrillers, misdaadfilms, drama's ...
Hij prijkt tussen de vele ambachtslui (John Cromwell, Jean Negulesco, Henry King, Lewis Milestone, Raoul Walsh, William A. Wellman, ...) van het Hollywood van de Golden Age die dikwijls degelijke en kwaliteitsvolle films draaiden.
Zijn bijnaam was Mister One Take omdat hij elke scène meestal slechts één keer opnam.
Thorpe overleed in 1991 op 95-jarige leeftijd.

## Filmografie (selectie)
- 1923 - The Fatal Photo
- 1924 - Rarin' to Go
- 1925 - Gold and Grit
- 1926 - The Fighting Cheat
- 1926 - The Twin Triggers
- 1926 - Deuce High
- 1926 - Rawhide
- 1926 - The Dangerous Dub
- 1926 - The Bonanza Buckaroo
- 1926 - The Bandit Buster
- 1927 - The Cyclone Cowboy
- 1927 - Between Dangers
- 1927 - The Meddlin' Stranger (verloren)
- 1926 - The Interferin' Gent
- 1927 - The Soda Water Cowboy
- 1927 - Ride'em High
- 1927 - The Obligin' Buckaroo
- 1928 - The Ballyhoo Buster
- 1928 - Desperate Courage
- 1928 - Vultures of the Sea (verloren)
- 1928 - The Vanishing West
- 1929 - The Fatal Warning (verloren)
- 1929 - Border Romance
- 1929 - The King of the Kongo
- 1930 - The Dude Wrangler
- 1930 - The Utah Kid
- 1932 - Cross-Examination
- 1932 - Murder at Dawn
- 1932 - Escapade
- 1932 - Forbidden Company
- 1932 - The King Murder
- 1932 - Slightly Married
- 1932 - Women Won't Tell
- 1932 - The Secrets of Wu Sin
- 1933 - Forgotten
- 1933 - Notorious but Nice
- 1934 - Green Eyes
- 1934 - Cheating Cheaters
- 1934 - Secret of the Chateau
- 1934 - Strange Wives
- 1935 - Last of the Pagans
- 1936 - Tarzan Escapes
- 1937 - Night Must Fall
- 1937 - Dangerous Number
- 1938 - Man-Proof
- 1938 - Love Is a Headache
- 1938 - The Toy Wife
- 1938 - The Crowd Roars
- 1939 - Tarzan Finds a Son!
- 1939 - The Adventures of Huckleberry Finn
- 1940 - 20 Mule Team
- 1940 - Wyoming
- 1940 - The Earl of Chicago
- 1941 - Barnacle Bill
- 1941 - Tarzan's Secret Treasure
- 1941 - The Bad Man
- 1942 - Tarzan's New York Adventure
- 1942 - White Cargo
- 1943 - Above Suspicion
- 1944 - Two Girls and a Sailor
- 1945 - The Thin Man Goes Home
- 1945 - Thrill of a Romance
- 1945 - Her Highness and the Bellboy
- 1947 - Fiesta
- 1947 - This Time for Keeps
- 1948 - On an Island with You
- 1948 - A Date with Judy
- 1949 - Malaya
- 1949 - Big Jack
- 1949 - Challenge to Lassie
- 1950 - Black Hand
- 1950 - Three Little Words
- 1951 - The Great Caruso
- 1951 - The Unknown Man
- 1951 - Vengeance Valley
- 1952 - Carbine Williams
- 1952 - Ivanhoe
- 1952 - The Prisoner of Zenda
- 1953 - The Girl Who Had Everything
- 1953 - Knights of the Round Table
- 1953 - All the Brothers Were Valiant
- 1954 - Athena
- 1954 - The Student Prince
- 1955 - The Adventures of Quentin Durward
- 1957 - Tip on a Dead Jockey
- 1957 - Ten Thousand Bedrooms
- 1957 - Jailhouse Rock
- 1959 - Killers of Kilimanjaro
- 1959 - The House of the Seven Hawks
- 1961 - The Honeymoon Machine
- 1961 - The Tartars
- 1962 - The Horizontal Lieutenant
- 1963 - Follow the Boys
- 1963 - Fun in Acapulco
- 1964 - The Golden Head
- 1965 - The Truth About Spring
- 1965 - That Funny Feeling
- 1967 - The Last Challenge

- Biblioteca Nacional de España: XX1358529
- Bibliothèque nationale de France: cb139004336 (data)
- Catàleg d'autoritats de noms i títols de Catalunya: 981058608552106706
- Gemeinsame Normdatei: 140126961
- International Standard Name Identifier: 0000 0000 8185 5297
- Library of Congress Control Number: n86138344
- MusicBrainz: b95e7539-7a12-46f2-be23-4f3a95695ca9
- Nationale Bibliotheek van Tsjechië: xx0185823
- Nationale Bibliotheek van Israël: 987007452338805171
- Nationale Bibliotheek van Polen: a0000003654037
- Nederlandse Thesaurus van Auteursnamen: 07058463X
- SNAC: w63n408d
- Système universitaire de documentation: 13193998X
- Virtual International Authority File: 116614489
- WorldCat: E39PBJp63RBBMmhcbKQY6mBpT3